# Guaporé (microregio)
Guaporé is een van de 35 microregio's van de Braziliaanse deelstaat Rio Grande do Sul. Zij ligt in de mesoregio Nordeste Rio-Grandense en grenst aan de microregio's Caxias do Sul, Vacaria, Passo Fundo, Soledade en Lajeado-Estrela. De microregio heeft een oppervlakte van ca. 3.638 km². In 2008 werd het inwoneraantal geschat op 130.230.
Eenentwintig gemeenten behoren tot deze microregio:
- André da Rocha
- Anta Gorda
- Arvorezinha
- Dois Lajeados
- Guabiju
- Guaporé
- Ilópolis
- Itapuca
- Montauri
- Nova Alvorada
- Nova Araçá
- Nova Prata
- Nova Bassano
- Paraí
- Protásio Alves
- Putinga
- São Jorge
- São Valentim do Sul
- Serafina Corrêa
- União da Serra
- Vista Alegre do Prata

Mesoregio's: Centro Ocidental Rio-Grandense · Centro Oriental Rio-Grandense · Metropolitana de Porto Alegre · Nordeste Rio-Grandense · Noroeste Rio-Grandense · Sudeste Rio-Grandense · Sudoeste Rio-Grandense

Microregio's: Cachoeira do Sul · Camaquã · Campanha Central · Campanha Meridional · Campanha Ocidental · Carazinho · Caxias do Sul · Cerro Largo · Cruz Alta · Erechim · Frederico Westphalen · Gramado-Canela · Guaporé · Ijuí · Jaguarão · Lajeado-Estrela · Litoral Lagunar · Montenegro · Não-Me-Toque · Osório · Passo Fundo · Pelotas · Porto Alegre · Restinga Seca · Sananduva · Santa Cruz do Sul · Santa Maria · Santa Rosa · Santiago · Santo Ângelo · São Jerônimo · Serras de Sudeste · Soledade · Três Passos · Vacaria